# Zelený vrch (Jizerské hory)
Zelený vrch je vrchol v Jizerských horách dosahující nadmořské výšky 967 m n. m. Severozápadně od něj se nachází druhá nejvyšší hora české části tohoto pohoří – Jizera (1122 m n. m.), naopak jihovýchodně se rozprostírá vodní nádrž Souš. Tu napájí potok Černá Desná, která Zelený vrch obtéká z východní strany. Z protější západní strany teče kolem vrcholu Bílá Desná, na níž do roku 1916 stávala přehrada Desná (známější od té doby také pod označením „Protržená přehrada“).

## Přístup
Po východní straně hory (na východním břehu Černá Desné) je trasována silnice II/290. Po jižním svahu vrcholu je k Protržené přehradě vedena žlutá trasa. Severně od vrcholu v sedle oddělujícím Zelený vrch od Jizery je vedena zelená turistická značka a také cyklistická trasa číslo 22, tzv. Kasárenská silnice. Z ní nedaleko zmíněného sedla odbočuje nezpevněná cesta, která vede až na vrchol Zeleného vrchu.

## Okolí
| Růžice kompasu | Jizera      | Smědava         | Černý vrch | Růžice kompasu |
| Růžice kompasu | Sever       |                 |            | Růžice kompasu |
| Růžice kompasu | Zelený vrch |                 |            | Růžice kompasu |
| Růžice kompasu | Jih         |                 |            | Růžice kompasu |
| Růžice kompasu | Milíř       | Desenský hřeben | Souš       | Růžice kompasu |